# أبحاث سرطانات الثدي والعلاج
«أبحاث سرطانات الثدي والعلاج» هي مجلة علمية تركز على التحقيقات والابحاث حول علاج سرطان الثدي. ويستهدف جمهور الباحثين السريريين، وعلماء الأوبئة، وعلماء المناعة، أو علماء البيولوجيا الحيوية المهتمين بسرطان الثدي. وتضم المجلة أنواع المقالات مثل (الابحاث الأصلية، والمراجعات المدعوة، والمناقشات حول القضايا المثيرة للجدل، ومراجعات الكتب، وتقارير الاجتماعات، رسائل المحررين، الافتتاحيات). وتتم مراجعة المخطوطات من قبل فريق دولي متعدد التخصصات من المحررين والاستشاريين.

## روابط خارجية
- الموقع الرسمي